# Fisicoculturismo en Estados Unidos
El fisicoculturismo en Estados Unidos remonta su historia temprana de la década de 1860, comenzando en la costa este. En 1940 ya había llegado a Hawái. En el mismo periodo, el país estuvo involucrado en la temprana internacionalización del deporte. El deporte tuvo su edad de oro durante 1960 y 1970, cuando muchas de las actividades estaba tomando lugar en la costa oeste. El Fisicoculturismo para mujeres empezó a tener importancia en 1970. Un gran número de cambios tomaron lugar en 1980.

## Historia
Los gimnasios empezaron a construirse en Estados Unidos en 1860 y la mayoría de los primeros se establecieron en la costa este. La difusión de la tradición de la forma física ayudó durante esta época por el concepto de Cristianidad muscular (del inglés muscular Christianity. En 1944, el deporte hizo su camino hacia Hawái. En 1948, un residente de San Francisco se trasladó a Oahu y abrió un gimnasio, una de las pocas en el momento que atendía a las necesidades específicas de los fisicoculturistas. El gimnasio, llamado Mit-Miks Health Studio, se convirtió en uno de los centros más influyentes para el deporte en el estado.
Durante los años 1940 y 1950, Chuck Sipes y Bill Pearl fueron dos de los fisicoculturistas más famosos en los Estados Unidos. Su influencia comenzó a disminuir durante la década de 1950, debido a que otros competidores entraron en escena. Los Estados Unidos fueron uno de los dos miembros fundadores de la Federación Internacional de Fisicoculturismo (del inglés International Federation of Bodybuilders), la cual fue creada por Ben y Joe Weider en 1946. Un concurso "Mr. Hawaii" fue realizado en 1950. El concurso de "Mr. America" fue celebrado en 1953. Y en 1955, fue creada una revista nacional para el deporte.
La época dorada del fisicoculturismo de la costa oeste de Estados Unidos tuvo lugar en los años 1960 y 1970, con gran actividad en el deporte en California. Una buena cantidad de esta actividad tuvo lugar en Golds Gym en Santa Mónica, el cual fue la base para una serie de competidores durante esta época, incluyendo a Arnold Schwarzenegger.
El fisicoculturismo para las mujeres comenzó durante la década de 1970 en un momento en que en la cultura existía una tensión entre los intentos gubernamentales por controlar el cuerpo de las mujeres, y las mujeres que intentan ejercer control utilizando su propio físico. El fisicoculturismo fue visto por algunas mujeres como una forma de reconocer su fuerza física. Durante este período, los jueces del fisicoculturismo en los Estados Unidos estaban debatiendo las normas a las que las mujeres deben ser juzgadas en la competencia, y si deberían estar utilizando el ideal masculino.
En 1979, las Islas de Hawái celebraron por primera vez el campeonato de fisicoculturismo, asistiendo en la renovación del interés de este deporte en Hawái. Durante la década de 1980, el deporte fue sometido a una serie de cambios en los Estados Unidos y a nivel internacional, ya que cada vez se parecía más a un deporte. Esto incluye el cambio de los nombres de varias competencias celebradas en los Estados Unidos. En 1982, Chris Dickerson se convirtió en el primer afroamericano en ganar el concurso Mr. América.
En 1990, el campeonato de fisicoculturismo de Hawái incluyó una competencia de mujeres por primera vez. La edición de 1992 de la competencia "Ms. Olimpia" se llevó a cabo en Chicago, Illinois con 20 competidoras, incluyendo al menos una de los Estados Unidos.

## Gobernancia
Los Estados Unidos tienen una organización nacional que es una reconocida por la Federación Internacional de Fisicoculturismo y Fitness como la federación nacional, que representa a la comunidad fisicoculturista del país.

## Imágenes

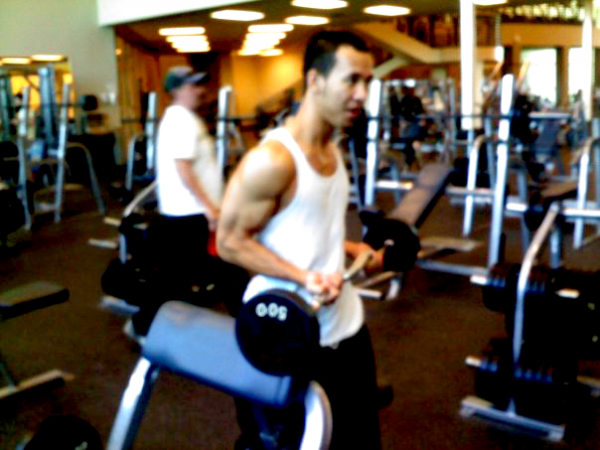
Dang Nguyen en un Fitness en Los Ángeles
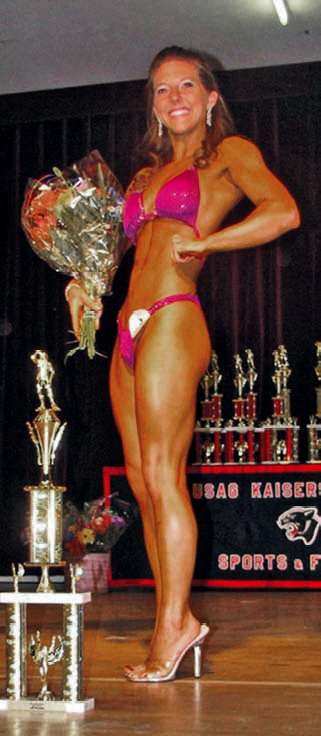
Fisicoculturista Emma Christensen.
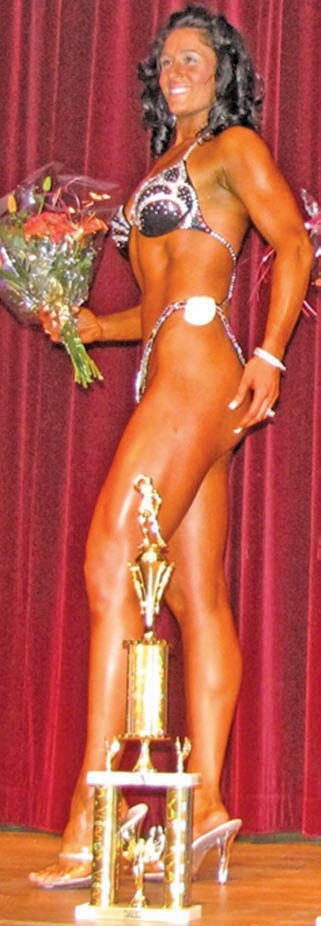
Fisicoculturista Alyson Crow.
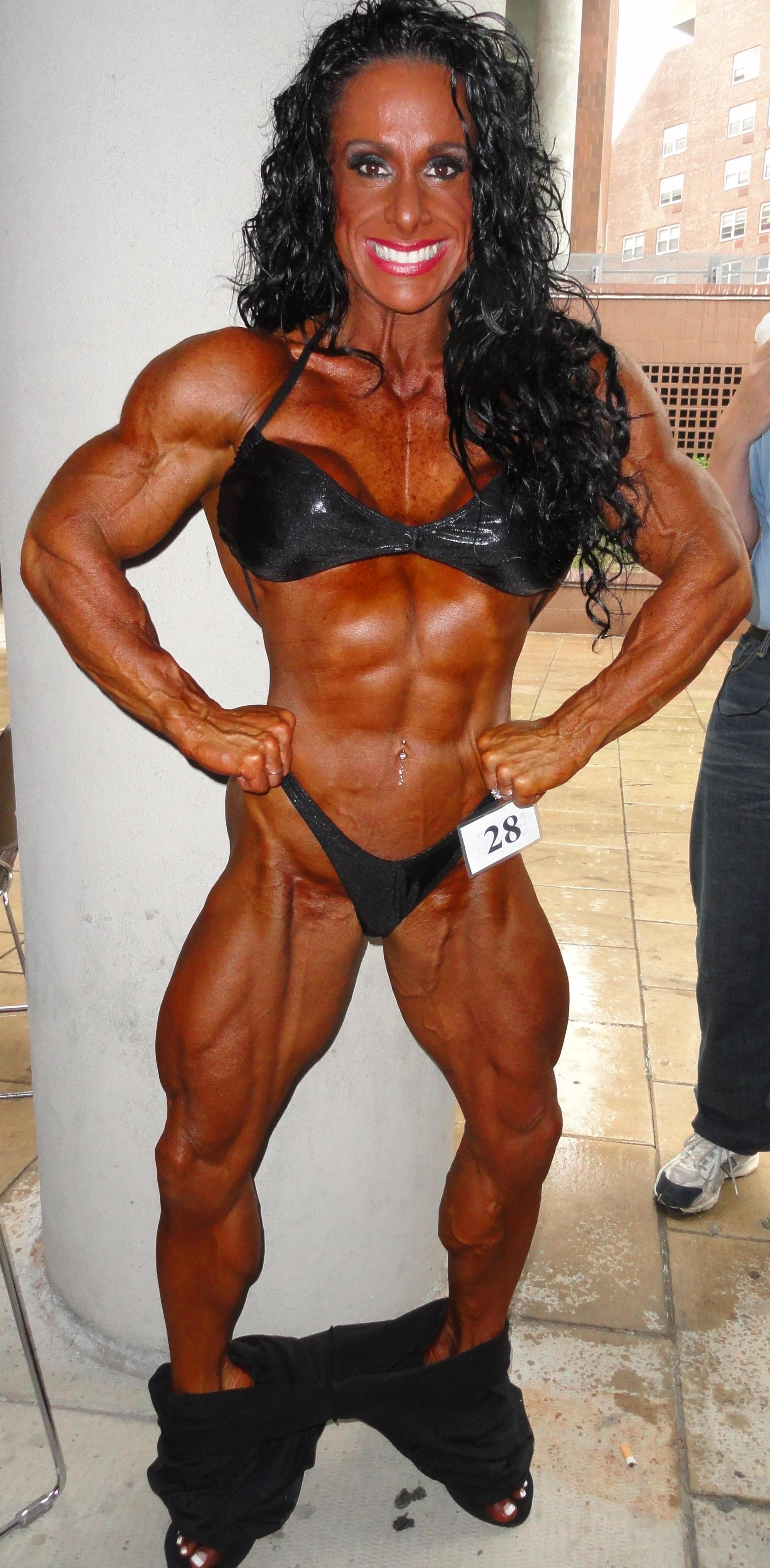
Debbie Bramwell posando antes del concurso IFBB New York Pro del 2010, donde quedó en cuarto lugar.
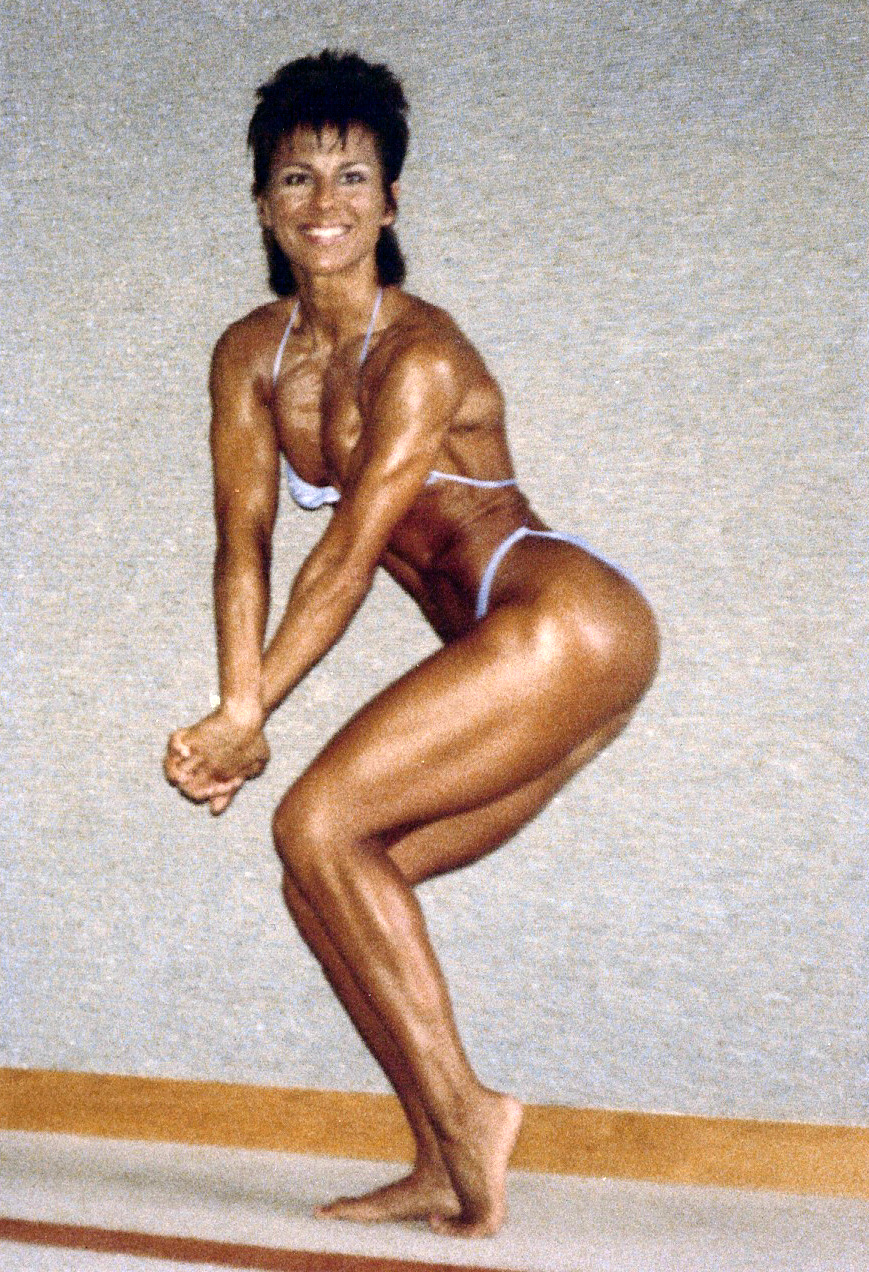
Kathy Segal, campeona del concurso AAU Ms. International
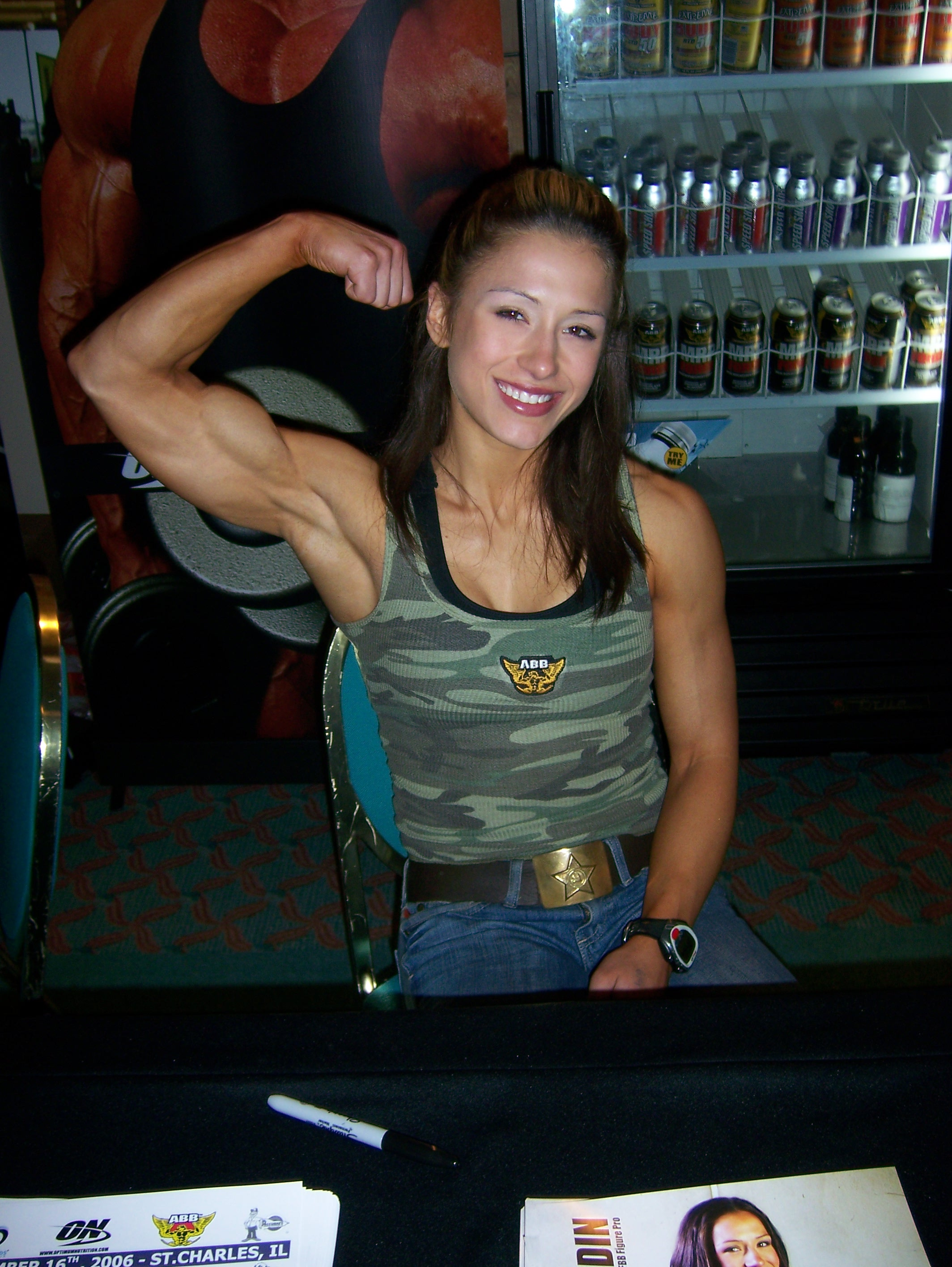
Pauline Nordin
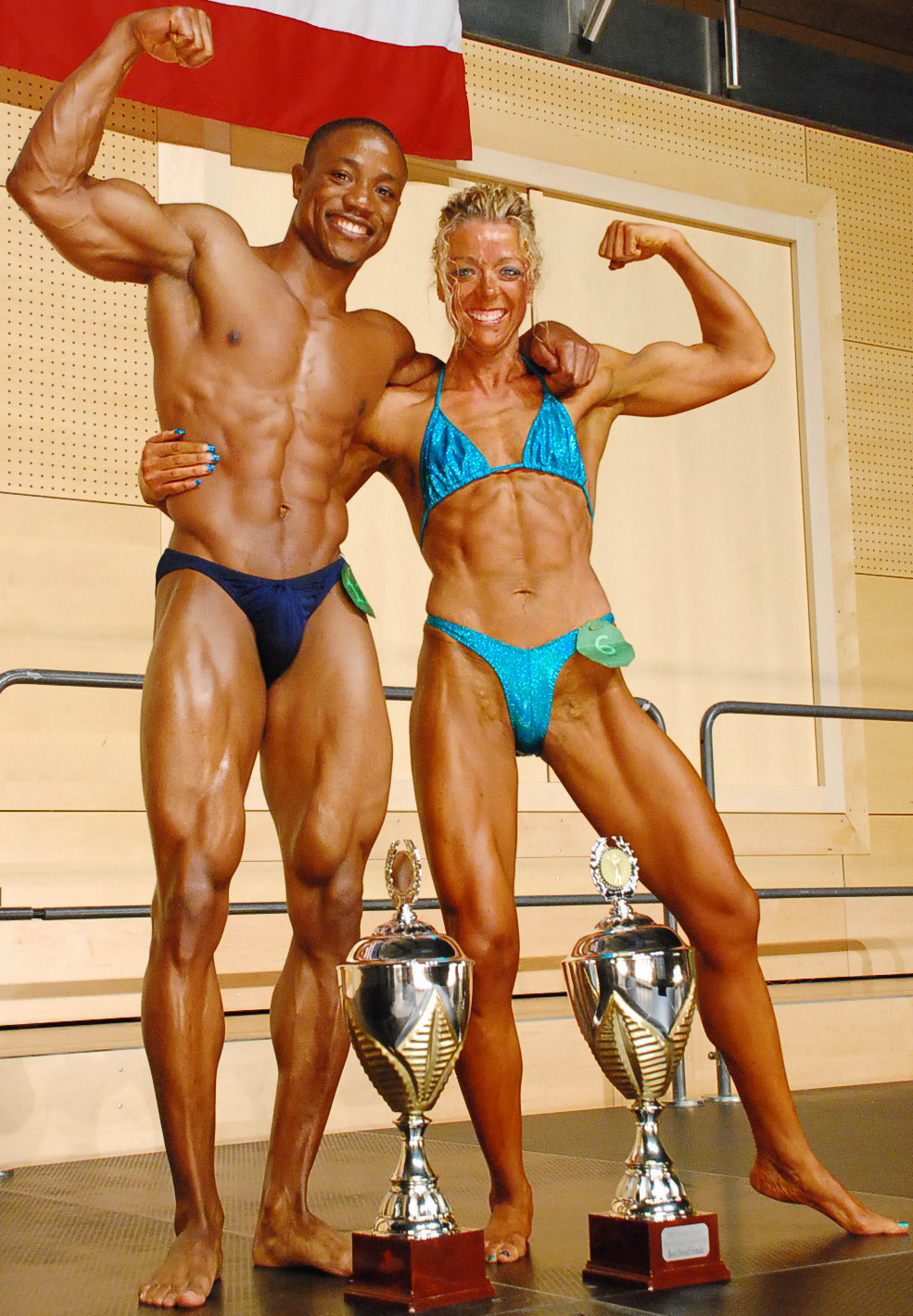
Campeones europeos del concurso U.S. Forces Kenyatta Wilson y Sandi Griffin posando tras recibir su premio.